# 55Y busz (Pécs)
A pécsi 55Y jelzésű autóbusz Megyer és az egyetemi városrész kapcsolatát látta el, közvetlen kapcsolatot nyújtva így az egyetemistáknak. Reggel és délután 4-4 járat indul kiegészítve az M55-öst. 46 perc alatt teszi meg a 15,2 km-es kört.
Szakaszhatáros járat.

## Története
2006. szeptember 1-jén indult az első M55Y járat, pótolva az M55-ös hiányát az Aidinger út – Krisztina tér útvonalon. 2009. december 1-jétől a járatok sima 55Y jelzéssel közlekednek.

## Útvonala
| Kürt utca felé | Kertváros felé |
| --- | --- |
| Kertváros vá. – Sztárai Mihály út – Aidinger János út – Maléter Pál út – Nagy Imre út – Megyeri út – Tüzér út – Szigeti út – Hungária utca – Petőfi Sándor utca – Alkotmány utca – Ifjúság útja – Kürt utca vá. | Kürt utca vá. – Ifjúság útja – Alkotmány utca – Petőfi Sándor utca – Hungária utca – Szigeti út – Tüzér út – Megyeri út – Nagy Imre út – Maléter Pál út – Aidinger János út – Sztárai Mihály út – Kertváros |

## Megállóhelyei
| 55Y (Kertváros – Kürt utca) |                      |          |                                                          |                                                   |
| Perc (↓)                    | Megállóhely          | Perc (↑) | Átszállási kapcsolatok a járat megszűnésekor             | Létesítmények                                     |
| 0                           | Kertváros végállomás | 23       | 3, 6, 7, 55, 61, 61Y, 62, 63, 63Y, 71, 89, 89A, 161, 162 | Autóbusz-állomás, FEMA                            |
| 2                           | Sztárai Mihály út    | 21       | 7, 50, 71, 162                                           | Árpád Fejedelem Gimnázium és Általános Iskola     |
| 3                           | Aidinger út          | 20       | 7, 50, 71, 162                                           |                                                   |
| 5                           | Krisztina tér        | 18       | 1, 6, 50, 60, 89, 89A, 161                               |                                                   |
| 7                           | Sarolta utca         | 15       | 1, 3, 50, 55                                             |                                                   |
| 8                           | Nagy Imre út         | 14       | 1, 3, 50, 55                                             |                                                   |
| 9                           | Vásártér, Pécs Plaza | 13       | 1, 50, 55                                                | Vásártér, Pécs Plaza                              |
| 11                          | EXPO Center          | 12       | 1, 55                                                    | EXPO Center                                       |
| 13                          | Megyeri kishíd       | 10       | 1, 55                                                    |                                                   |
| 15                          | PÉTÁV                | 8        | 1, 55                                                    | Hőszolgáltató                                     |
| 17                          | Egyetemváros         | 6        | 2, 2A, 27, 55, 122                                       | PTE Általános Orvostudományi Kar                  |
| ∫                           | Szliven Áruház       | 5        | 2, 2A, 27, 55                                            | Szliven Áruház, Pécsi Magasház                    |
| 19                          | Petőfi utca          | 4        | 2, 2A, 27, 55, 122, 123                                  | Városi könyvtár, Pécsi Magasház                   |
| 20                          | Alkotmány utca       | 3        | 30, 37, 55                                               | Pécsi Sörfőzde                                    |
| 21                          | Ifjúság útja         | 1        | 30, 55                                                   | PTE BTK, PTE TTK                                  |
| 23                          | Kürt utca végállomás | 0        | 30, 55                                                   | 400 ágyas klinikatömb, Szentágothai Kutatóközpont |